# Ernest Rogez
Ernest Clovis Rogez (Tourcoing, 16 marzo 1908 – Armentières, 24 marzo 1986) è stato un pallanuotista francese, vincitore di una medaglia di bronzo all'olimpiade di Amsterdam 1928.